# William E. Vaughan
William E. („Bill”) Vaughan (St. Louis, Missouri, 1915. október 8. – 1977. február 25.) amerikai újságíró, író.
A St. Louis-i Washington Egyetemre járt. 1946-tól haláláig a Kansas City Star egy rovatának vezetője. Burton Hillis álnéven írt írásait a Reader's Digest és a Better Homes and Gardens is leközölte. Aforizmáit gyakran idézik könyvek és weboldalak. 61 évesen hunyt el, tüdőrákban.

## Idézetek
- „Az igazi hazafi az, akit mikor megbírságolnak, örül, hogy a rendszer működik.”
- „A méret nem minden. A bálna veszélyeztetett, a hangyáknak meg semmi bajuk.”
- „Egy amerikai állampolgár átkel az óceánon, hogy harcoljon a demokráciáért, de nem megy át az úton, hogy szavazzon az országgyűlési választáson.”
- „A nonkonformisták egyvalamit utálnak jobban, mint a konformistákat: az olyan nonkonformistát, aki nem felel meg a nonkonformitás legelterjedtebb ismérveinek.”
- „A kertváros az, ahol az építők letarolják a fákat, aztán elnevezik róluk az utcákat.”
- „Jó lenne, ha az országok időnként kicserélnék a történelemkönyveiket, hogy lássák, mások mit hoznak ki ugyanazokból a tényekből.”
- „Az optimista azért marad fenn éjfélkor, hogy köszöntse az újévet. A pesszimista azért, hogy biztos legyen benne, a régi távozott.”
- „A közgazdászok szerint az egyetemi oktatás több ezer dollárral növeli meg valakinek a bevételét – ezt aztán elköltheti arra, hogy a gyereke is egyetemre mehessen.”
- „Jó lenne, ha a szegények legalább a felét megkapnák annak a pénznek, amit a tanulmányozásukra költenek.”
- „Az ember mindennap tanul valamit. Sokszor azt, hogy amit előző nap tanult, az nem igaz.”
- „A modern háztartási eszközök lehetővé teszik, hogy faszénen süss a lakásodban és gáztűzhelyen odakint.”